# Linux Phone Standards Forum
Il Linux Phone Standards Forum (LiPS Forum) è un consorzio di un gruppo di compagnie per creare standard per l'uso di Linux su dispositivi mobili. L'obiettivo principale del Forum LiPS è di creare API che permettano agli sviluppatori di costruire applicazioni per operare su dispositivi Linux fabbricati da qualsiasi produttore.
I membri fondatori sono: ARM Ltd, Cellon, Esmertec, France Télécom, Telecom Italia, FSM Labs, Huawei, Jaluna, MIZI Research, MontaVista Software, Open-Plug e PalmSource (nel marzo 2007 PalmSource cambiò il suo nome in quello della compagnia madre, Access Inc).